# Arboreto de la Universidad de Nuevo México
El Arboretum de la Universidad de Nuevo México en inglés: University of New Mexico Arboretum es un arboreto que se extiende por la parte central del campus de la Universidad de Nuevo México en Albuquerque, Nuevo México.

## Localización
The University of New Mexico Gardens and Grounds MSC074200, 1 University of New Mexico
Albuquerque, Bernalillo county, New Mexico NM 87131 United States of America-Estados Unidos de América
Planos y vistas satelitales.35°5′6″N 106°37′19″O / 35.08500, -106.62194
Está abierto diariamente, sin ninguna tarifa de entrada.

## Historia
La Universidad de Nuevo México fue fundada el 28 de febrero de 1889, con la aprobación del Proyecto de Ley N.º 186 por la Asamblea Legislativa del territorio de Nuevo México, que establece que "Dicha institución queda situado en o cerca de la ciudad de Albuquerque, en el condado de Bernalillo a dos millas al norte de la avenida del ferrocarril en dicha ciudad, en una zona de la tierra bien alto y seco, de no menos de veinte acres aptos para los fines de la institución", y que sería la universidad estatal cuando Nuevo México se convirtió en un estado. 
Bernard Shandon Rodey, un juez del territorio de Nuevo México, Albuquerque presionó para la ubicación de la Universidad y fue uno de los autores de la ley que creó la UNM, lo que le valió el título de "Padre de la Universidad". Dos años más tarde, Elias S. Stover se convirtió en el primer presidente de la Universidad y al año siguiente fue abierto el primer edificio de la Universidad, "Hodgin Hall".

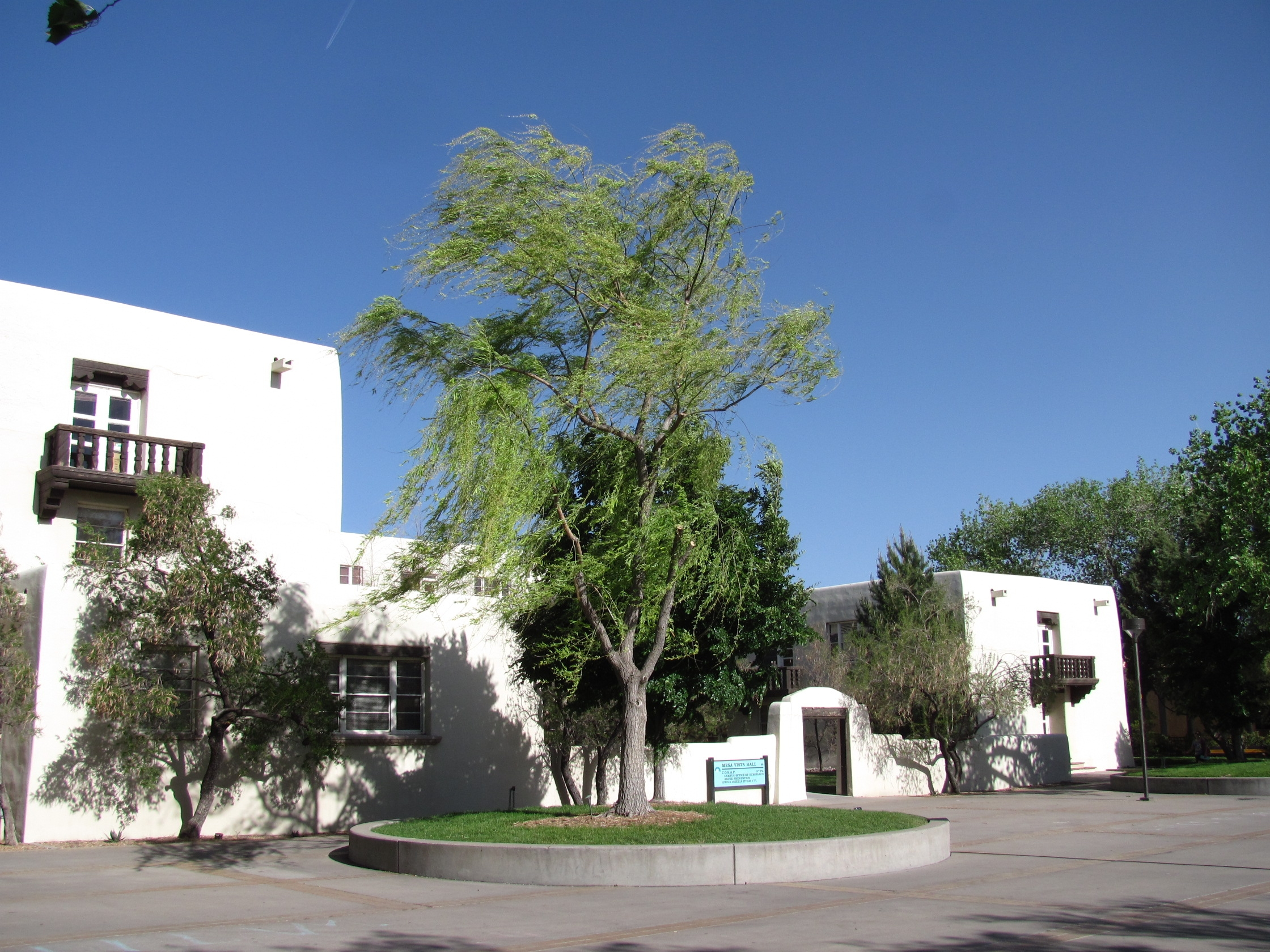
Ejemplar de Salix babylonica, UNM Arboretum, Albuquerque.

El campus principal con una extensión de 600 acres (2.4 km²), está situado en Albuquerque en lo alto de una milla al este del centro de Albuquerque, y se divide en tres partes - central, norte y sur. 
El campus central es donde se ubica el arboreto y está situado entre "Central Avenue" en el sur "Girard Boulevard" en el este, "Lomas Boulevard" en el norte, y "University Boulevard" en el oeste. El campus central se caracteriza además por su singular Estilo arquitectónico Pueblo Revival, con muchos de los edificios diseñados por el antiguo arquitecto universidad John Gaw Meem, que impregna el campus con su distintivo toque del suroeste.

## Colecciones
El arboreto contiene unas 320 especies de plantas leñosas, entre las que se incluyen Albizia julibrissin, Buxus microphylla japonica, Campsis radicans, Cercis canadensis, Chilopsis linearis, Cotoneaster lacteus, Cupressus arizonica, Forestiera neomexicana, Fraxinus pennsylvanica, Fraxinus velutina, Ginkgo biloba, Gleditsia triacanthos inermis, Hedera helix, Juniperus communis, Juniperus sabina 'Broadmoor', Koelreuteria paniculata, Morus alba 'Pendula', Nandina domestica, Photinia serrulata, Pinus mugo, Pinus nigra, Pinus ponderosa, Pinus sylvestris, Platanus × hispanica, Poa pratensis, Populus canadensis 'Eugenii' Populus tremuloides, Rhaphiolepis indica, Salix babylonica, Ulmus pumila, Vitex agnus-castus.